# Đường Thiệu Nghi
Đường Thiệu Nghi (giản thể: 唐绍仪; phồn thể: 唐紹儀; bính âm: Táng Shàoyí; Wade–Giles: T'ang Shao-i; Yale: Tong4 Siu6 Yee4; đổi tên thành Đường Thiệu Di 唐绍怡 để tránh tên húy của Phổ Nghi, về sau lấy lại tên cũ) (2 tháng 1, 1862 – 30 tháng 9 năm 1938), là một nhà chính trị và ngoại giao Trung Hoa. Ông là nhạc phụ của nhà ngoại giao Cố Duy Quân và nhà từ thiện Lee Seng Gee (Lý Thành Nghĩa).

## Tiểu sử

### Sự nghiệp
Ông quê tại Trung Sơn, Quảng Đông, được sự bảo trợ của Hội truyền giáo Giáo dục Trung Hoa, theo học tại Queen's College, Hồng Kông và Đại học Columbia, New York. Ông là Hiệu trưởng đầu tiên của Đại học Sơn Đông, một trong những trường đại học lâu đời và uy tín nhất Trung Quốc. Đường cũng là bạn Viên Thế Khải; trong Cách mạng Tân Hợi, ông đại diện cho Viên đàm phán với nhà ngoại giao Ngũ Đình Phương của phe cách mạng tại Thượng Hải, kết quả là Viên lên làm Tổng thống Trung Hoa Dân Quốc.
Ông trở thành Thủ tướng đầu tiên của Dân Quốc năm 1912, nhưng nhanh chóng thất vọng với sự coi thường hiến pháp của Viên và từ chức. Sau đó ông tham gia chính phủ của Tôn Dật Tiên tại Quảng Châu. Đường Thiệu Nghi dựa vào hiến pháp chống lại việc Tôn tự phong làm "Tổng thống đặc biệt" năm 1921, rồi từ chức.

### Ẩn cư và qua đời
Năm 1924, ông từ chối lời mời làm Bộ trưởng Ngoại giao trong chính phủ lâm thời của Đoàn Kỳ Thụy tại Bắc Kinh, về sau quản lý huyện Trung Sơn và chống đối Trần Tế Đường. Ông về sống tại Thượng Hải và rời bỏ chính trưởng.
Khi thành phố bị Nhật chiếm đóng trong Chiến tranh Trung-Nhật, Đại tướng Nhật Matsui Iwane tiếp cận Đường để mời ông thành lập một chính thể chống Tưởng. Dù Đường tỏ ra hứng thú – thậm chí có lúc còn khoe rằng ông có thể kêu gọi một số nhân vật quan trọng cùng tham gia – ông ra một điều kiện mà người Nhật khó có thể đáp ứng, đó là Trung Hoa phải được bảo toàn lãnh thổ. Tuy nhiên, ông vẫn bị đặc vụ Quốc dân đảng ám sát vì lo rằng ông sẽ thỏa hiệp.